# Сто лет мормонизма
«Сто лет мормони́зма» (англ. One Hundred Years of Mormonism) — фильм 1913 года, повествующий о ранней истории Церкви Иисуса Христа Святых последних дней. Шестибарабанный[какой?] фильм получил своё название от книги 1905 года мормонского просветителя Джона Генри Эванса. 
Первоначально руководство церкви заключило с компанией Ellaye Motion Picture Company контракт на производство фильма, но компания разорвала контракт и была заменена компанией Utah Moving Picture Company, а известный сценарист Нелл Шипман завершила сценарий за беспрецедентную на тот момент плату в размере 2500 долларов.
Съёмки проходили в разных местах Калифорнии и Юты. Местами съёмок в Юте были Солт-Лейк-Сити, Дэниэлс-Пасс и Хибер-Сити.
Премьера фильма состоялась в Солт-Лейк-Сити в одноимённом театре 3 февраля 1913 года. Хотя и церковный апостол Джеймс Э. Талмедж позже напишет, что фильм содержит «много грубостей и исторических неточностей», он был хорошо принят мормонской аудиторией.
Известно, что ни один образец фильма не сохранился, и сейчас он считается утерянным.